# Charlie Creed-Miles
Charlie Creed-Miles, född 24 mars 1972 i Nottingham, är en brittisk skådespelare.
Creed-Miles har bland annat medverkat TV-serierna Criminal Record, Giri/Haji och Peaky Blinders.

## Filmografi (i urval)
- 2012 – Falcón (TV-serie)
- 2013 – Peaky Blinders (TV-serie)
- 2019 – Giri/Haji (TV-serie)
- 2024 – Criminal Record (TV-serie)